# Letrux em Noite de Climão - Ao Vivo
Letrux em Noite de Climão - Ao Vivo é o primeiro álbum ao vivo da cantora e compositora brasileira Letrux. O show é um registro audiovisual da sua turnê "Letrux em Noite de Climão", foi gravado em 28 de Setembro de 2019 no Auditório Ibirapuera, em São Paulo. O show foi disponibilizado dia 19 de dezembro de 2019 gratuitamente nas plataformas digitais e no canal oficial de Letrux no YouTube . O projeto conta com direção de Tata Pierry, com produção audiovisual de Bruna Ciccarello e Marcos Vitoriano da Porqueeu Filmes e produção executiva de Aline Duda (AudioBizz) e produção artística e agenciamento da Ejaòkun Produções. 

## Faixas
| N.º | Título                         | Duração |  |
| 1.  | "Vai Render"                   |         |  |
| 2.  | "Ninguém Perguntou Por Você"   |         |  |
| 3.  | "Além de Cavalos"              |         |  |
| 4.  | "Coisa Banho de Mar"           |         |  |
| 5.  | "Amoruim"                      |         |  |
| 6.  | "5 Years Old"                  |         |  |
| 7.  | "Hypnotized"                   |         |  |
| 8.  | "Que Estrago"                  |         |  |
| 9.  | "Puro Disfarce"                |         |  |
| 10. | "Noite Estranha, Geral Sentiu" |         |  |
| 11. | "Flerte Revival"               |         |  |